# Carol Eve Rossen
Pour les articles homonymes, voir Rossen.
Carol Eve Rossen est une actrice américaine, née à Los Angeles (Californie, États-Unis) le 12 août 1937.

## Biographie
Elle a été mariée avec Hal Holbrook du 28 décembre 1966 au 14 Juin 1983, ils ont divorcé, ils ont eu un enfant.

## Filmographie

### Télévision
- 1960 : The DuPont Show with June Allyson
- 1960 : Les Incorruptibles
- 1961 : Michael Shayne
- 1961 : La Quatrième Dimension
- 1961 : Wagon Train
- 1961 : The Lawless Years
- 1961 : Cain's Hundred
- 1961 : Perry Mason
- 1961 : 87th Precinct
- 1962 : Ben Casey
- 1962 : Alcoa Premiere (en)
- 1963 : Stoney Burke
- 1963 : Naked City
- 1963 : East Side/West Side
- 1964 : Dr. Kildare
- 1964 : The Doctors and the Nurses
- 1965 : The Defenders
- 1965 : For the People (en)
- 1965 : Branded
- 1966 : Preview Tonight
- 1966 : The Fugitive
- 1966 : Hawk
- 1966 : Sur la piste du crime
- 1967 : Les Envahisseurs
- 1971 : Revenge
- 1971 : Cannon
- 1975 : The Streets of San Francisco
- 1975 : Harry O
- 1976 : Widow
- 1976 : 33 Hours in the Life of God
- 1977 : Corey: For the People
- 1978 : The Ghost of Flight 401
- 1978 : Greatest Heroes of the Bible
- 1979 : The Runaways (en)
- 1979 : Vega$
- 1980 : Portrait of a Rebel: The Remarkable Mrs. Sanger
- 1980 : Archie Bunker's Place
- 1981 : Barney Miller
- 1982 : Mr. Merlin
- 1982 : A Question of Honor
- 1982 : Quincy M.E.
- 1983 : Happy Endings
- 1985 : Scene of the Crime
- 1986 : Jack and Mike
- 1993 : New York, police judiciaire

### Cinéma
- 1969 : L'Arrangement (The Arrangement) d'Elia Kazan
- 1975 : Les Femmes de Stepford
- 1978 : The Fury